# Teleutaea longiterebra
Teleutaea longiterebra är en stekelart som beskrevs av Kuslitzky 1973. Teleutaea longiterebra ingår i släktet Teleutaea och familjen brokparasitsteklar. Inga underarter finns listade i Catalogue of Life.